# Joseph Kleitsch

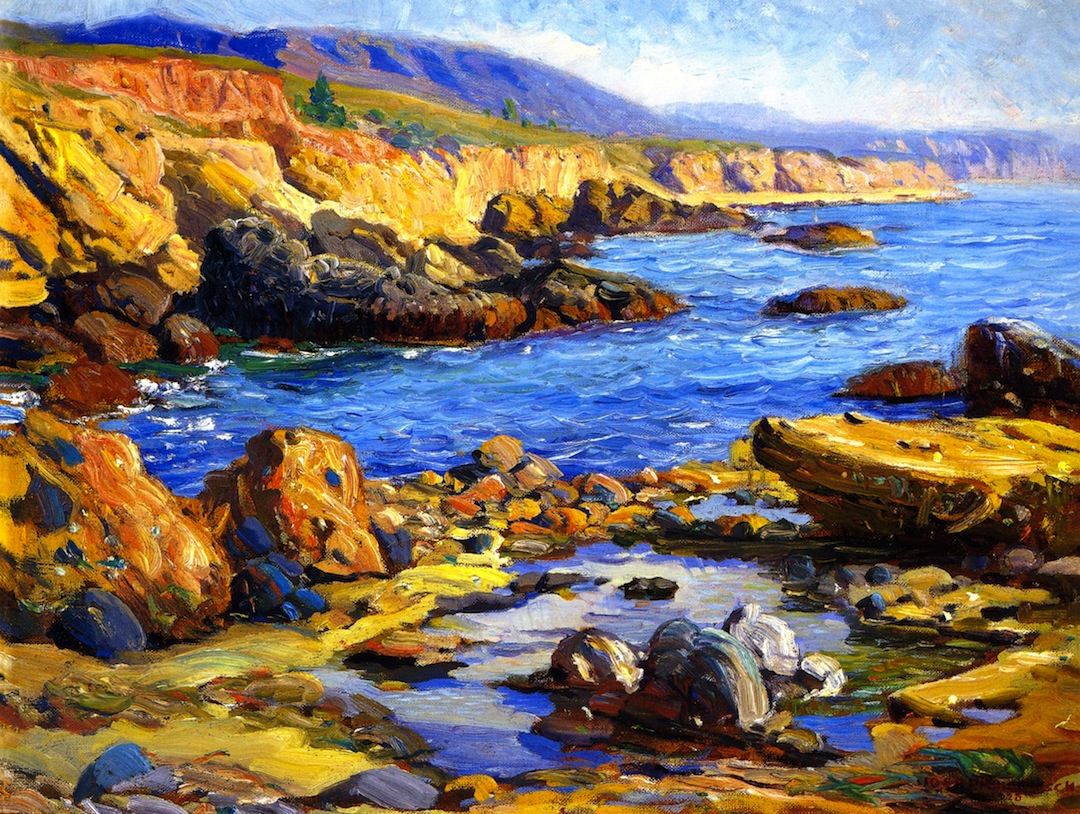
Joseph Kleitsch: Küste bei Laguna Beach

Joseph Kleitsch (* 6. Juni 1882 im Banat, Ungarn; † 16. November 1931 in Santa Ana, Kalifornien) war ein aus Österreich-Ungarn stammender amerikanischer Maler.
Kleitsch machte eine Ausbildung als Schildermaler und war als Kunstmaler Autodidakt. Um 1901 ging er erst nach Deutschland und dann in die Vereinigten Staaten. Hier war er um 1909 in Chicago, dann in Kalifornien ansässig, 1920 zog er nach Laguna Beach. Kleitsch war hauptsächlich als Porträt- und Landschaftsmaler tätig und wird zur frühen „California School of Impressionism“ gezählt.